# Salloum
Salloum is een kleine Egyptische stad, dicht bij de grens met Libië. De bewoners van het stadje werken allen als geiten- of kameelhouders. De droogte maakt het er onmogelijk producten te verbouwen.
Op 29 maart 2006 kwam er voor het eerst een grote groep toeristen, toen het de enige plaats bleek te zijn waar, tijdens de zonsverduistering, de zon in zijn geheel achter de maan verscholen was.